# Ladislav Hecht

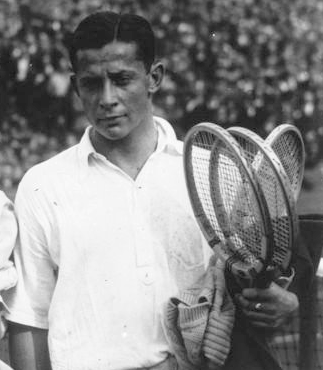
Ladislav Hecht

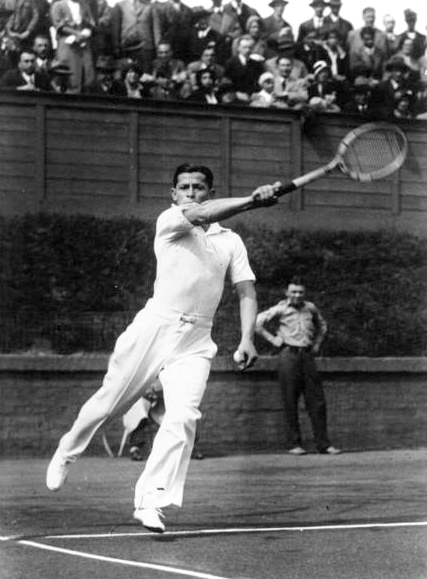
Ladislav Hecht

Ladislav Hecht (* 31. August 1909 in Žilina, Österreich-Ungarn; † 27. Mai 2004 in New York City, New York, Vereinigte Staaten) war ein tschechoslowakischer Tennisspieler jüdischer Herkunft. In der Zwischenkriegszeit galt er als einer der erfolgreichsten Tennisspieler Europas.

## Werdegang
Mit Tennis begann Hecht mit elf Jahren, lernte vor allem aus Büchern. In den Jahren 1931 bis 1938 spielte er für die Tschechoslowakei im Davis Cup. Hecht spielte 37 Partien, davon 29 im Einzel (14 Siege, 15 Niederlagen) und acht im Doppel (vier Siege, vier Niederlagen). Hecht gewann im Jahr 1932 die erste Makkabiade in Tel Aviv. Achtmal spielte er in Wimbledon, sein bestes Ergebnis im Einzel war das Viertelfinale im Jahr 1938. Im Doppel kam er 1937 zusammen mit Roderich Menzel 1937 bis ins Halbfinale. Nach 46 Jahren wurde Hecht nach Wimbledon eingeladen, um in der königlichen Loge Platz zu nehmen. Hecht wurde 1938 von Adolf Hitler persönlich in die deutsche Davis-Cup-Mannschaft eingeladen, da Hitler nicht wusste, dass Hecht jüdischer Abstammung war. Roderich Menzel konnte für Deutschland spielen, Hecht lehnte ab und flüchtete im Jahr darauf in die USA, wo er während des Zweiten Weltkriegs in einer Munitionsfabrik arbeitete. Nach dem Krieg hatte Hecht eine Fabrik für Spielzeug und Malbedarf.
In Bratislava, der Hauptstadt der Slowakei, wurde 1996 ein Stadion nach ihm benannt. Im Jahr 2005 wurde Hecht in die jüdische Ruhmeshalle des Sports aufgenommen, 2007 in die neu gegründete Ruhmeshalle des slowakischen Tennis.